# Palácio Anjos

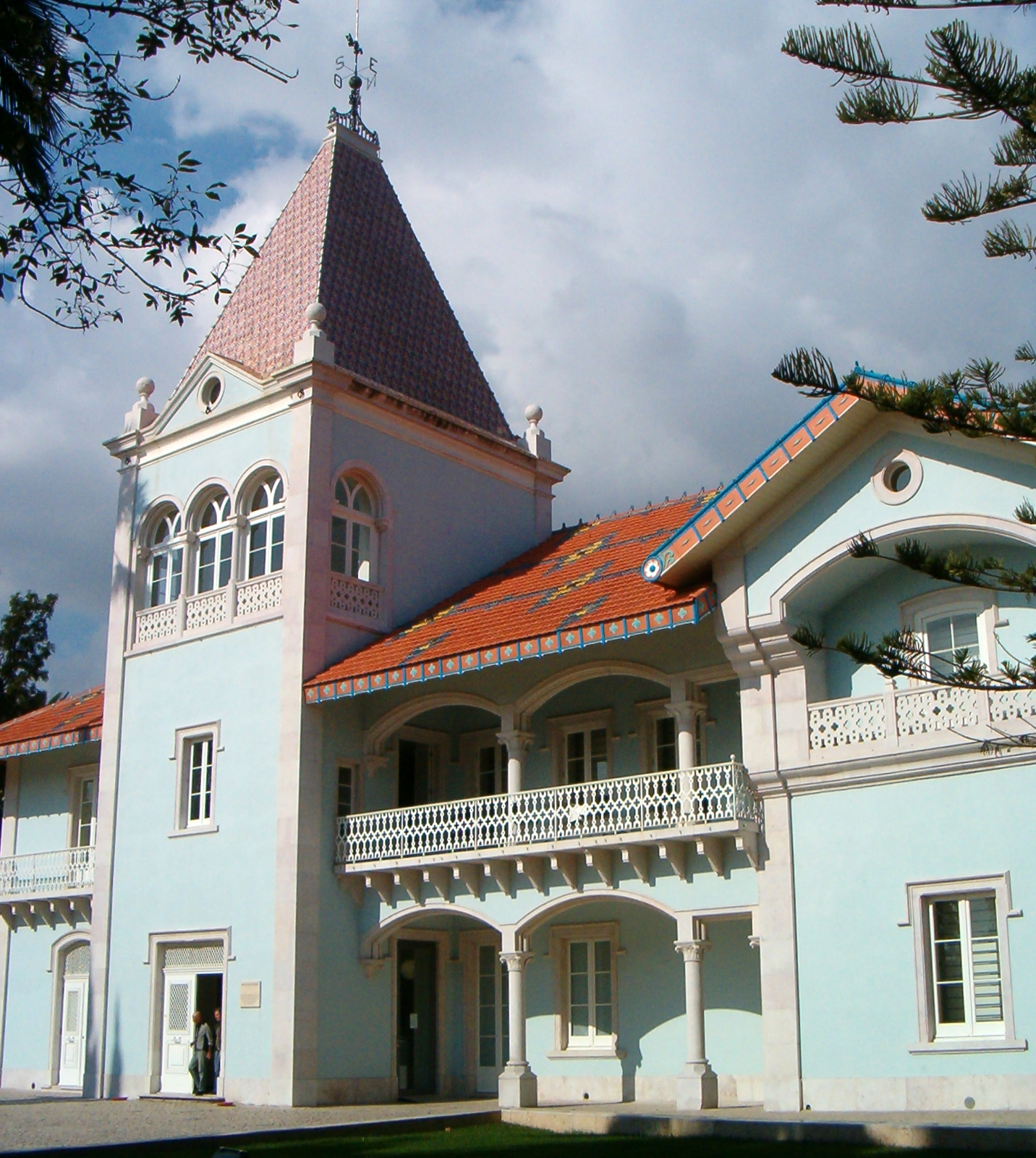
Palácio Anjos

Der Palácio Anjos ist ein Stadtpalast im Zentrum der portugiesischen Kleinstadt Algés.

## Geschichte
Das Anwesen wurde im 19. Jahrhundert als Sommerresidenz des Policarpo Anjos errichtet. Nach der Renovierung wurde es wie der umgebende Park der Öffentlichkeit zugänglich gemacht. Seit dem 29. November 2006 befindet sich hier das Centro de Arte - Colecção Manuel de Brito. Die Sammlung umfasst bedeutende Werke zeitgenössischer portugiesischer Künstler, die von der Familie Manuel de Brito gesammelt wurden.